# Psarocolius atrovirens
Psarocolius atrovirens là một loài chim trong họ Icteridae.